# Отложенный налог на прибыль
Отло́женный нало́г на при́быль — обязательства по уплате налога на прибыль, или активы по налогу на прибыль, которые возникнут в будущем в связи с существующими в настоящее время облагаемыми или вычитаемыми разницами в оценке активов, обязательств, доходов или расходов для целей финансовой (бухгалтерской) отчётности и для целей расчёта налога на прибыль.
Условный налог на прибыль, рассчитанный по данным финансовой отчётности, обычно не равен фактическому налогу, подлежащему уплате в бюджет за тот же период. Разница в сумме налога возникает из-за того, что в бухгалтерском и налоговом учёте применяются разные оценки стоимости активов, обязательств, доходов и расходов. Временны́е разницы в оценке балансовых активов и обязательств приводят в будущем к разницам в суммах расходов и доходов, признаваемых в налоговой декларации. И, наоборот, разницы в признаваемых текущих доходах и расходах (например, разные графики амортизации оборудования) могут порождать разницы в оценке балансовых позиций. Для того, чтобы пользователи финансовой отчётности могли оценить налоговые последствия этих разниц, в балансе признаются отложенные налоговые обязательства (ОНО) и активы (ОНА). ОНО уменьшают (ОНА увеличивают) чистые активы предприятия на сумму ожидаемых в будущем выплат (вычетов, возвратов) отложенного налога на прибыль.
Расчёт отложенного налога может выполняться тремя способами. Метод отсрочки предписывает систематический накопительный учёт налоговых разниц доходов и расходов. Отложенный налог признаётся по ставке налога на прибыль, действующей на момент признания разницы. Этот метод применялся в США с 1967 по 1992 год, в МСФО с 1979 по 1998 год, и в России с 2003 года по 2010 год. В 2008 и 2010 годах действующее в России положение по бухгалтерскому учёту (ПБУ 18/02) изменилось в сторону перехода на метод обязательств по отчёту о прибылях и убытках, в котором отложенный налог признаётся по ставке, по которой ожидаются будущие налоговые выплаты или вычеты. Этот метод, помимо РФ, применяется в Великобритании и Ирландии. США и Совет по МСФО (IASB) отказались от метода отсрочки и метода обязательств по отчёту о доходах и расходах в 1990-е годы и перешли на метод обязательств по балансу (балансовый метод), который основан на периодическом сравнении оценок стоимостей активов и обязательств в бухгалтерском и налоговом учёте.

## Введение
Уплачиваемый предприятием налог на прибыль, как правило, отличается от условного налога (произведения бухгалтерской прибыли до налогообложения на ставку налога), поэтому бухгалтерская прибыль не может служить надёжным индикатором налоговых выплат. Прибыльное предприятие может законно показывать в налоговой отчётности нулевую или отрицательную налоговую базу, и, наоборот, убыточное предприятие может быть обременено большими выплатами налога. Причиной таких расхождений могут являться:
- Запрет на признание или частичное признание в налоговом учёте определённых видов расходов (например, ограничение признаваемого расхода на выплату процентов в привязке к ставке рефинансирования[6]);
- Освобождение определённых видов доходов от налогообложения (например, освобождение полученных дивидендов от двойного обложения прибыли);
- Налоговые льготы (например, право применения в налоговом учёте амортизационной премии или ускоренной амортизации);
- Задержки в поступлении денежной выручки — в случаях, когда налоговая база рассчитывается кассовым методом, а бухгалтерская отчётность составляется методом начисления;
- Признанием в финансовой отчётности активов и обязательств, которые не отражаются в налоговом учёте. Например, в МСФО обязательства работодателя по выплатам негосударственных пенсий могут приводить к начислению долгосрочного пенсионного обязательства[7]. В российском учёте (и налоговом, и бухгалтерском) создание такого обязательства не предусмотрено, а значит — запрещено[8].

В прошлом, США и государства Западной Европы пытались проводить политику «налогового нейтралитета» отчётности — тождества бухгалтерской (финансовой) и налоговой отчётности. На практике соблюсти баланс интересов государства, налогоплательщиков и финансовых рынков не удалось. С одной стороны, налогоплательщики систематически искажали «нейтральную» отчётность для минимизации налогов, с другой — правительства практиковали налоговые льготы, не вписывавшиеся в «нейтральную» модель. Как следствие, на смену «нейтралитету» пришло осознанное разделение отчётности на финансовую и налоговую, и появилась необходимость отражения налоговых разниц в финансовой отчётности. По состоянию на 2011 год, этому пути следуют GAAP США, GAAP Великобритании, российские и украинские положения о бухгалтерской отчётности и международные стандарты финансовой отчётности.

## История

### США
В первой половине XX века в США не было единого мнения об экономической сути налога на прибыль. Влиятельная школа во главе с Уильямом Пейтоном утверждала, что налог на прибыль является не расходом, а формой распределения прибыли компании, аналогом дивидендов, распределяемых среди акционеров. С точки зрения этой школы, финансовый результат определялся до расчёта налога на прибыль, а расхождения между фактическим и условным налогом были «внутренним делом» заинтересованных лиц — государства и акционеров. При низкой, менее 15 %, налоговой ставке и консервативной практике ведения бизнеса налоговые разницы практически не влияли на достоверность отчётности и потому не требовали особого подхода. Но в начале Второй мировой войны ставки выросли с 15 % до 40 %, и налоговые разницы выросли настолько, что в профессиональной среде вновь вспыхнула дискуссия о сути налога на прибыль и о необходимости раскрывать суммы отложенного налога. В декабре 1944 года Американский институт сертифицированных бухгалтеров (AICPA) опубликовал «Бюллетень 23» (ARB 23), в котором признал проблему и одновременно не рекомендовал ведение особого учёта отложенного налога.
В начале 1950-х годов ставки налога достигли исторического максимума в 52 %. Сторонники взгляда на налог как на расход победили, и в 1953 году Институт присяжных бухгалтеров США (AICPA) официально принял их точку зрения: «Налог на прибыль — это расход, который следует распределять [во времени] наравне с любыми другими расходам» того периода, в котором получен облагаемый доход. В декабре 1967 года AICPA выпустил рекомендательное «Мнение 11» (Opinion 11), в котором впервые предложил практический способ учёта отложенных налогов методом отсрочки. Предприятиям следовало признавать в отчёте о прибылях и убытках только условный налог, рассчитанный как произведение налоговой ставки на бухгалтерскую прибыль до налогообложения. Расхождения между условным и фактическим налогом относились на балансовые счета ОНА и ОНО.
По утверждению King, «Мнение 11» стало высшей точкой в развитии метода начислений и довело его до абсурда, пренебрегая интересами пользователей отчётности. Рассчитанные по «Мнению 11» суммы отложенного налога были недостоверны, так как стандарт не предусматривал никаких механизмов учёта изменений ставок налога. Он также противоречил сущности новой Концепции финансовой отчётности, утверждённой в 1980 году. В течение пяти лет (1982—1987) под эгидой Совета по стандартам финансового учёта (FASB) шли дебаты о будущем учёта отложенных налогов, и только в 1987 году FASB принял новый стандарт, SFAS 96. Стандарт отменил накопительный учёт временных разниц, предписал использование балансового метода и запретил признание ОНА в связи с переносом налоговых убытков на будущие периоды. Корпорации, оценив последствия нововведения, протестовали и настаивали на поправках и отсрочках. Внешнее давление заставило регулятора трижды переносить ввод новых правил в строй. В итоге в 1992 году вместо SFAS 96 в действие вступил компромиссный стандарт, допускавший признание ОНА по убыткам прошлых лет — SFAS 109.

### Британское Содружество
В Великобритании потребность в учёте отложенного налога возникла в 1970-е годы, когда на фоне высокой инфляции и высоких номинальных ставок налога правительство практиковало щедрые налоговые вычеты, вплоть до полного списание стоимости основных средств «на расходы» в год приобретения. В балансах предприятий возник скрытый «налоговый навес»; нормальная, длительная амортизация основных средств в бухгалтерском учёте более не уменьшала текущие выплаты налога. В 1973 году британский Комитет по бухгалтерским стандартам (Accounting Standards Commission, ASC) рекомендовал введение учёта отложенных налогов методом отсрочки. В 1975 году ASC утвердил стандарт SSAP 11, основанный на американском «Мнении 11».
Практика показала, что заложенная в стандарт методика систематически необоснованно завышала будущие налоговые обязательства и занижала бухгалтерскую прибыль предприятий, поэтому уже в 1978 был принят новый стандарт (SSAP 15), рекомендовавший метод обязательств по отчёту о прибылях и убытках. В редакции 1985 метод обязательств стал единственно возможным, при этом вразрез с нормами МСФО сохранилась возможность не полного, а частичного признания ОНА и ОНО, что приводило к потенциальному завышению чистых активов предприятия. Например, в конце 1990-х годов British Telecom признавал, что переход на полное признание ОНО потребовал бы единовременно признать убыток в два миллиарда фунтов. В 2000 году британский Совет по финансовой отчётности (FRC) принял новый стандарт, FRS 19, сблизивший национальные нормы с МСФО, но сохранивший метод обязательства по отчёту о доходах и расходах. FRC предписал полное, а не частичное, признание отложенного налога, однако счёл, что при предприятия не обязаны начислять ОНО на суммы переоценки активов — по мнению FRC, применение этой нормы МСФО необоснованно занизило бы чистые активы предприятий. Также, вразрез с нормами МСФО, FRC разрешил дисконтирование ОНО (запрещённое в МСФО).
FRS 19 действует по сей день (2011) в Великобритании и Ирландии. Австралия, Новая Зеландия, Гонконг и ряд других стран и территорий, ранее использовавших британские стандарты, полностью перешли на МСФО в 2000-х годах. В Канаде переход государственных и публичных компаний на МСФО запланирован на 2011 и 2012 годы. Непубличные частные компании вправе продолжать использовать национальный GAAP, который трактует отложенные налоги аналогично МСФО, но отличается от него в деталях.

### Континентальная Европа. МСФО
Развитие бухгалтерской практики в континентальных странах Западной Европы отставало и от США, и от Великобритании. Например, в Бельгии 1970-х годов бизнес активно сопротивлялся попыткам ввести налоговый учёт. Под давлением деловой общественности в 1975—1978 были приняты закон и подзаконные акты о налоговом нейтралитете. В соответствии с этими законами налоговые органы были обязаны признавать любые нормы бухгалтерского учёта и отчётности, принятые в деловом обороте, если эти нормы не вступали в прямое противоречие с ранее принятыми законами. Бухгалтерский отчёт о прибылях и убытках приравнивался к декларации по налогу на прибыль. Отложенным налогам в этой системе места не было, что существенно упрощало учёт. Однако в результате «нейтральная» отчётность оказалась подчинена интересам налогового планирования и систематически искажалась, утратив былую достоверность. Аналогичные законы, с тем же побочным эффектом, действовали в Италии c 1973 по 2003 годы.
Задолго до этих событий в англоязычной среде зародилось движение к унификации отчётности, которое привело к созданию МСФО. В 1966 году представители Великобритании, США и Канады учредили группу по изучению подходов к сближению правил финансовой отчётности. В 1973 наработки группы воплотились в создание постоянно действующего Комитета по международным стандартам учёта (IASC). В январе 1975 IASC выпустил первый действующий стандарт, IAS 1 «Раскрытие учётной политики». В апреле 1978 IASC опубликовал первый проект стандарта по учёту налога на прибыль. В июле 1979 он был введен в действие как IAS 12 «Учёт налога на прибыль». Первый, компромиссный, вариант IAS 12 был составлен под влиянием британской практики 1970-х годов: он допускал применение как метода обязательств по балансу, так и метода отсрочки. В простых случаях (например, разницы в нормах амортизации оборудования) оба метода были эквивалентны, в более сложных (учёт нематериальных активов, пенсионных обязательств, аренд) их результаты были несопоставимы. Поэтому в 1995—1996 IASC полностью переработал стандарт. В новом варианте IAS 12, принятом в октябре 1996 и действующем поныне (2011 год), допускается применение только балансового метода. Единственным исключением из балансового метода, сохранённым в IAS 12 (также, как и в американском SFAS 109), является признание отложенных налоговых активов при переносе убытков прошлых лет на будущие периоды.

### Российская Федерация
До конца 2002 года российский бухгалтерский учёт (РСБУ) не признавал понятие отложенного налога.
В начале 1998 года второе правительство Черномырдина приняло «Программу реформирования бухгалтерского учёта в соответствии с международными стандартами финансовой отчётности». Принятие отдельного стандарта по отложенным налогам было запланировано на 1 квартал 1999 года, но задержки с принятием первой части Налогового кодекса и кризис 1998 года сделали программу 1998 года невыполнимой. Принятие летом 2000 года второй части Кодекса, установившей новые нормы налогообложения прибыли, вновь задержало выход стандарта. В итоге Положение по бухгалтерскому учёту ПБУ 18/02 «Учёт расчётов по налогу на прибыль», было утверждено в 2002 году и введено в действие с 1 января 2003 года. Вопреки мировой практике и нормам МСФО, в ПБУ 18/02 был заложен не балансовый метод, а метод отсрочки. В 2008 и в 2010 году в ПБУ 18/02 были внесены изменения, учитывавшие последствия изменений налоговых ставок (единственное такое изменение состоялось на рубеже 2008 и 2009 годов, когда ставка снизилась с 24 % до 20 %). Эти изменения приблизили российскую модель учёта отложенного налога к методу обязательств по отчёту о прибылях и убытках.
В 2010 году РФ приняла закон «О консолидированной отчётности», который ввёл понятие «признания МСФО в Российской Федерации» и установил новые сроки перехода банков, страховщиков и публичных компаний, к обязательному составлению отчётности МСФО. В феврале 2011 года Правительство РФ утвердило порядок такого признания. По состоянию на конец апреля 2011 года, ни один международный стандарт, в том числе IAS 12, в РФ не признан.

## Действующие стандарты учёта и отчётности

### Международный стандарт 12 «Налог на прибыль»
В МСФО отложенный налог на прибыль регулируется стандартом IAS 12 «Налог на прибыль» (Income Taxes). Так как признание активов и обязательств обусловлено ожидаемыми в будущем поступлениями и выбытиями экономических выгод от их реализации или использования, то стандарт постулирует, что предприятия должны оценивать налоговые последствия этих будущих операций. Денежная оценка таких платежей или поступлений при выбытии актива или обязательства признаётся в балансе как ОНО или ОНА. Действие IAS 12 распространяется на налоги всех государств и регионов, где предприятие (группа предприятий) является налогоплательщиком. В понятие «налог на прибыль» включаются собственно налоги, начисляемые на прибыль предприятий, а также налог на дивиденды, удерживаемый источником (плательщиком дивидендов).
Налоговые разницы в МСФО определяются балансовым методом. Вместо ведения систематического накопительного учёта временных разниц, предприятия рассчитывают разницы на дату составления баланса. Расчётная сумма облагаемых временных разниц, помноженная на ставку налогообложения, признаётся в балансе как отложенное налоговое обязательство (ОНО). Деловая репутация, признанная в ходе сделки приобретения (объединения) бизнеса, не порождает отложенного налога, так как по определению она уже является остаточным показателем, очищенным от всех ожидаемых в будущем расходов. Расчётная сумма вычитаемых временных разниц, помноженная на ставку налогообложения, может быть признана в балансе как отложенный налоговый актив (ОНА). Кроме этого, в качестве ОНА также могут признаваться налоговые убытки и налоговые вычеты текущего и прошлых периодов, перенесённые на будущее. Признание ОНА допускается только тогда, когда предприятие планирует получить в будущем достаточную прибыль. «Планово-убыточные» предприятия признавать ОНА не вправе.
ОНА и ОНО рассчитываются по ставке, по которой предприятие ожидает будущие выплаты (возвраты) отложенного налога. Изменения налоговой ставки признаются в том периоде, в котором они были приняты законодателем. Например, при изменении налоговых ставок в РФ на рубеже 2008 и 2009 годов, введённом федеральным законом 224-ФЗ от 26 ноября 2008 года, предприятия были обязаны применять новые ставки по состоянию на 31 декабря 2008 года и признавать единовременную прибыль или убыток от изменения ставок в 2008 году. По утверждению аудиторов АКГ «РБС», в 2008 году нарушения этого положения имели «системный характер».
В балансе отдельного налогоплательщика ОНА и ОНО представляются свёрнуто по расчётам с каждым (национальным или региональным) налоговым органом. Группа обязана сворачивать ОНА и ОНО входящих в неё предприятий (налогоплательщиков), если имеет право на будущий зачёт этих ОНА и ОНО или если предполагает реализовать эти ОНА и ОНО одновременно.
| Пример |
| --- |
| На отчётную дату (31 декабря 2008 года) стоимость основных средств организации составляет: в отчётности МСФО 1.000.000 руб., в бухгалтерской отчётности РСБУ 500.000 руб. и в налоговом учёте 100.000 руб. В отчётности МСФО начислено чистое обязательство по пенсионному плану с установленными выплатами в сумме 300.000 руб. и резерв на вероятную уплату налоговых санкций в сумме 200.000 руб. Ставка налога на прибыль в 2008 году составляла 24 %; с 1 января 2009 года ставка снижена до 20 %. Руководство предполагает, что в ближайшие годы предприятие будет стабильно прибыльным. |
| 1. Признаётся облагаемая налоговая разница по основным средствам в сумме 900.000 руб. и ОНО по ставке 20 % в сумме 180.000 руб. 2. Признаётся вычитаемая налоговая разница по пенсионному обязательству в сумме 300.000 руб. и ОНА по ставке 20 % в сумме 60.000 руб. 3. Резерв по санкциям не порождает налоговых разниц, так как выплата штрафов и пеней не уменьшает налогооблагаемую прибыль. 4. Признанные ОНА и ОНО сворачиваются. В балансе отражается чистое (сальдированное) ОНО в сумме 120.000 руб.                                                                                 |
| Сумма расхода (дохода) периода по отложенному налогу равна увеличению (уменьшению) чистого ОНО за период. В пояснительной записке за 2008 год следует раскрыть, как минимум, движение отложенного налога по основным средствам, по пенсионному обязательству, и влияние изменения ставки налога. |

Дисконтирование ОНА и ОНО, независимо от ожидаемых сроков их реализации, в МСФО не допускается. Авторы стандарта сочли, что точное планирование сроков, как правило, невозможно, поэтому нельзя требовать от предприятий обязательного дисконтирования. Допускать же дисконтирование также нельзя, так как это нарушило бы принцип сопоставимости отчётности различных предприятий.

### Российское ПБУ 18/02
ПБУ 18/02 «Учёт расчётов по налогу на прибыль» обязательно к применению всеми организациями, «признаваемыми в установленном законодательством Российской Федерации порядке налогоплательщиками налога на прибыль (кроме кредитных организаций и государственных (муниципальных) учреждений)». В отличие от IAS 12, устанавливающего единые нормы для учёта налогов всех государств, в которых действует предприятие (группа предприятий), независимо от его (её) юридической формы, российские ПБУ не регламентируют учёт иностранных налогов (и вообще вопросы консолидации международных, и не только, групп предприятий).
Согласно пп. 8,9 ПБУ 18/02 временные разницы — доходы и расходы, формирующие бухгалтерскую прибыль (убыток) в одном отчётном периоде, а налоговую базу по налогу на прибыль — в другом или в других отчётных периодах. Временные разницы при формировании налогооблагаемой прибыли приводят к образованию отложенного налога на прибыль. Плательщик налога на прибыль признаёт временные разницы и начисляет отложенные налоговые активы и обязательства непосредственно в момент учёта операции, породившей временные разницы, и фактически обязан вести накопительный аналитический учёт по каждой временной разнице (по каждому объекту основных средств, по каждому кредитному договору и т. п.). Расчётная ставка налога в момент признания разницы равна ставке налога на дату совершения операции.
В п. 14 ПБУ 18/02 оговаривается, что ОНА признаются только «при условии существования вероятности того, что она получит налогооблагаемую прибыль в последующих отчётных периодах» и не признаются, если «когда существует вероятность того, что вычитаемая временная разница не будет уменьшена или полностью погашена в последующих отчётных периодах». До 2011 года ОНА и ОНО представлялись развёрнуто, отдельными строками в составе внеоборотных активов и долгосрочных обязательств. С 2011 года предприятия вправе отражать в балансе свёрнутую сумму отложенного налога. Выделение краткосрочной составляющей ОНА и ОНО не предусмотрено: согласно определению, данному в ПБУ, ОНА и ОНО реализуются (приводят к изменению) «налога на прибыль, подлежащего уплате в бюджет в следующем за отчётным или в последующих отчётных периодах». Согласно Налоговому кодексу налог на прибыль отчётного года уплачивается в году, следующим за отчётным, то какого-либо искусственного разделения разниц на краткосрочные и долгосрочные не требуется.
| Пример |
| --- |
| В 2008 году предприятие приобрело и ввело в эксплуатацию оборудование стоимостью 1.000.000 руб. При постановке оборудование на учёт предприятие воспользовалось амортизационной премией в размере 30 % от его стоимости. Бухгалтерская прибыль до налогообложения за 2008 год составила 500.000 руб. Ставка налога на прибыль в 2008 году составляла 24 %. |
| 1. Предприятие признаёт в бухгалтерском балансе основные средства стоимостью 1.000.000 руб. 2. Предприятие признаёт в балансе отложенное налоговое обязательство в размере 24 % от амортизационной премии (0,24*0,30*1.000.000 руб = 72.000 руб). Начисление ОНО корреспондирует с уменьшением (дебетом) обязательства по уплате налога на прибыль. 3. По итогам года начисляется задолженность по налогу в сумме условного налога, 24 % от бухгалтерской прибыли до налогообложения (0,24*500.000 руб = 120.000 руб). Расход по налогу, отражаемый в отчёте о прибылях и убытках, равен условному налогу (120.000 руб.). 4. Текущее обязательство по уплате налога на прибыль равно 120.000-72.000 = 48.000 руб. |
| Последовательность операций в реальных учётных системах может отличаться от изложенной в примере, при условии, что выполняется предписанное в п. 21 ПБУ 18/02 тождество фактического налога к уплате и условного налога, скорректированного на начисленные в отчётном году ОНА и ОНО. |

Первая редакция ПБУ 18/02, действовавшая в 2003—2007 годах, не предусматривала каких-либо действий на случай пересмотра ставки налога. В феврале 2008 года Минфин РФ постановил, что при изменении ставки налога следует пересчёт ОНА и ОНО по ставке, действующей на отчётную дату. Вопрос о моменте пересчёта (признания изменений) и о порядке признания прибыли (убытка) в связи с изменением ставки оставался открытым. В декабре 2010 года пробел был ликвидирован: начиная с бухгалтерской отчётности за 2011 год, результат пересчёта относится на финансовый результат (прибыль или убыток) отчётного года. Пересчёт проводится «на дату, предшествующую дате начала применения измененных ставок». Например, если в сентябре текущего года принят закон об изменении ставки с 1 января следующего года, то пересчёт будет отражён только в годовой отчётности, но не в отчётности за девять месяцев текущего года. Таким образом, методика составления годовой (но не промежуточной) отчётности сближена с методом обязательств по отчёту о прибылях и убытках.

### Украинское ПБУ 17
Украинское положение (стандарт) о бухгалтерском учёте № 17 «Налог на прибыль», действующее с 2001 года, основывается на тексте IAS 12. Налоговые разницы рассчитываются периодически путём сравнения бухгалтерской и налоговой стоимости активов и обязательств. ОНА и ОНО рассчитываются по ставкам, по которым предприятие ожидает будущую реализацию этих активов и обязательств.
Вразрез с нормами МСФО, украинский стандарт требует проводить такой расчёт ежегодно (по состоянию на 31 декабря отчётного года). При составлении промежуточной (квартальной) отчётности предприятия могут не рассчитывать отложенный налог. В этом случае балансовые суммы ОНА и ОНО переносятся из баланса на 31 декабря предыдущего года, расход по отложенному налогу не признаётся (он будет начислен единовременно при составлении годовой отчётности). Так же, как и российское ПБУ 18/02, украинское ПБУ 17 рассматривает только вопросы учёта национального налога на прибыль и не касается налогов, уплачиваемых за границей.

### Книги
- King, T. A. More than a numbers game: a brief history of accounting. — John Wiley and Sons, 2006. — ISBN 0470008733.
- Previts, G. J., Paul Walton, P., Wolnizer, P. A Global History of Accounting, Financial Reporting and Public Policy: Europe. — Emerald Group Publishing, 2010. — 302 с. — ISBN 0857246712.
- Stice, J. D., Stice, E. K., Skousen, K. F. Intermediate accounting. — Thomson/South-Western, 2007. — 1440 с. — ISBN 0324312148.

### Статьи
- Lawrence, S. The historical development of accounting standards, part II (англ.). ACCA (2001). Дата обращения: 28 апреля 2011. Архивировано из оригинала 25 февраля 2007 года.
- Nurnberg, H. Conceptual nature of the corporate income tax // Accounting Historians Journal. — 2009. — № 2. — ISSN 0148-4182.
- PriceWaterhouseCoopers. Международные стандарты финансовой отчётности (Краткий обзор 2009). Часть 2. Глава 13:  Налогообложение прибыли - МСБУ (IAS) 12 // Международный бухгалтерский учёт. — 2009. — № 11. — ISSN 2073-5081.
- Куликова, Л. И. и Алеткин, П. А. Перенос налоговых убытков на будущее в соответствии с МБС (IAS) 12 "Налоги на прибыль" // Международный бухгалтерский учёт. — 2011. — № 4. — ISSN 2073-5081.
- Матвеев, О. В. Раскрытие информации в соответствии с МСФО (IAS) 12 "Налоги на прибыль", ч. 1 // МСФО и МСА в кредитной организации. — 2010. — № 2. — ISSN 2073-5081.
- Матвеев, О. В. Раскрытие информации в соответствии с МСФО (IAS) 12 "Налоги на прибыль", ч. 2 // МСФО и МСА в кредитной организации. — 2010. — № 3. — ISSN 2073-5081.
- Панков, В.В. и Лаврушина, В. Б. Методы учёта отложенных налогов // Международный бухгалтерский учёт. — 2008. — № 11. — ISSN 2073-5081.
- Тинкельман, С. Б. и Казакевич, Е. С. Анализ ошибок, выявленных при составлении финансовой отчётности // МСФО и МСА в кредитной организации. — 2009. — № 4.

### Тексты стандартов
- IAS 12 "Income Taxes" (действующая редакция) (англ.). IFRS Foundation (2011). Дата обращения: 28 апреля 2011. Архивировано из оригинала 15 сентября 2011 года.
- Положение по бухгалтерскому учёту ПБУ 18/02 «Учёт расчётов по налогу на прибыль» (действующая редакция). Министерство финансов РФ (2010). Дата обращения: 28 апреля 2011. Архивировано 13 мая 2012 года.
- Положение (стандарт) бухгалтерского учёта Украины 17 «Налог на прибыль» (действующая редакция) (укр.). Министерство финансов Украины (2009). Дата обращения: 28 апреля 2011.